# アイダハル
アイダハルとはカザフスタンにあるコッコーリ湖とその周辺の湖沼で目撃された巨大な水棲UMA。

## 概要
アパトサウルスなどを彷彿とさせる竜脚類に似た姿、ウミヘビのような姿、プレシオサウルスのような姿（ネッシーのような姿）など、さまざまな説がある。体長は12～20mほどである。
竜脚類は水中ではなく陸上で生活していたことがわかった現在では、アイダハルは大型の魚類や流木などの誤認だと推測される。